# Coppa dell'Imperatore 1996
La Coppa dell'Imperatore 1996 è stata la settantaseiesima edizione della coppa nazionale giapponese di calcio.
La coppa è stata vinta dal Verdy Kawasaki, per la quarta volta nella sua storia.

## Formula
Oltre alle sedici squadre della J.League, sono ammesse le squadre della Japan Football League giunte nelle prime undici posizioni a metà campionato, le prime quattro squadre della Kanto College League ad autunno, le prime due squadre della Kansai Students League a primavera, e una squadra da ciascuna delle 47 prefetture.

## Squadre partecipanti
J. League
- Kashima Antlers
- Nagoya Grampus
- Yokohama Flügels
- Júbilo Iwata
- Kashiwa Reysol
- Urawa Reds
- Verdy Kawasaki
- Yokohama Marinos
- JEF United
- Shimizu S-Pulse
- Bellmare Hiratsuka
- Gamba Osaka
- Cerezo Osaka
- Sanfrecce Hiroshima
- Avispa Fukuoka
- Kyoto Purple Sanga

Japan Football League
- Vissel Kōbe
- Montedio Yamagata
- Fujitsu
- Brummell Sendai
- Consadole Sapporo
- Tokyo Gas
- Tosu Futures
- Cosmo Oil
- Oita Trinita
- Otsuka Pharma
- Honda

Kanto College League
- Kokushikan Daigaku
- Tsukuba Daigaku
- Waseda Daigaku
- Komazawa Daigaku

Kansai Students League
- Kwansei Gakuin Daigaku
- Kansai Daigaku

Rappresentative prefetturali
- Nippon Denso (Aichi)
- TDK (Akita)
- Gonohe Yakuba (Aomori)
- Juntendo Daigaku (Chiba)
- Matsuyama University (Ehime)
- Maruoka High School (Fukui)
- Fukuoka Daigaku (Fukuoka)
- Fukushima FC (Fukushima)
- Seino (Gifu)
- Sanyo Electric (Gunma)
- Hiroshima Teachers (Hiroshima)
- Hokkaido Education University Hakodate (Hokkaidō)
- Central Kobe (Hyōgo)
- Prima Ham Tsuchiura (Ibaraki)
- Teihens (Ishikawa)
- Morioka Zebra (Iwate)
- Kamatamare Sanuki (Kagawa)
- Volca Kagoshima (Kagoshima)
- Tōkai Daigaku (Kanagawa)
- Kochi University (Kōchi)
- Blaze Kumamoto (Kumamoto)
- Doshisha University (Kyōto)
- Mind House (Mie)
- Sony Sendai (Miyagi)
- Miyazaki Teachers (Miyazaki)
- Ueda Gentian (Nagano)
- Kunimi High School (Nagasaki)
- Tenri University (Nara)
- Albirex Niigata (Niigata)
- Nippon Bunri Daigaku (Ōita)
- Mitsubishi Motors Mizushima (Okayama)
- Kaiho Club (Okinawa)
- Osaka University of Commerce (Osaka)
- Kawasoe Club (Saga)
- NTT Kanto (Saitama)
- Renaiss Koga (Shiga)
- Matsue (Shimane)
- Hitachi Shimizu (Shizuoka)
- World Blitz Oyama (Tochigi)
- Tokushima Commerce High School (Tokushima)
- Aoyama Gakuin Dai. (Tokyo)
- Yonago Higashi High School (Tottori)
- YKK AP (Toyama)
- Wakayama University (Wakayama)
- Yamagata FC (Yamagata)
- University of East Asia (Yamaguchi)
- Ventforet Kofu (Yamanashi)

## Date
| Turno            | Data                | Entranti in questo turno |
| ---------------- | ------------------- | --- |
| Primo turno      | 3 novembre 1996     | Squadre della Japan Football League Squadre della Kanto College League Squadre della Kansai Students League Rappresentative prefetturali |
| Secondo turno    | 10 novembre 1996    | ‒ |
| Terzo turno      | 16-17 novembre 1996 | Squadre della J.League |
| Quarto turno     | 23 dicembre 1996    | ‒ |
| Quarti di finale | 26 dicembre 1996    | ‒ |
| Semifinali       | 29 dicembre 1996    | ‒ |
| Finale           | 1º gennaio 1997     | ‒ |

## Risultati

### Primo turno
| Squadra 1                      | Risultato       | Squadra 2                              |
| ------------------------------ | --------------- | -------------------------------------- |
| Nippon Denso                   | 3 - 1           | Juntendo Daigaku                       |
| Blaze Kumamoto                 | 2 - 1           | Kwansei Gakuin Daigaku                 |
| World Blitz Oyama              | 0 - 7           | Vissel Kōbe                            |
| Nippon Bunri Daigaku           | 1 - 3           | Mitsubishi Motors Mizushima            |
| Kaiho Club                     | 0 - 4           | Montedio Yamagata                      |
| Renaiss Koga                   | 1 - 1 (5-3 dtr) | Hokkaido Education University Hakodate |
| Morioka Zebra                  | 0 - 6           | Fujitsu                                |
| Fukuoka Daigaku                | 2 - 2 (5-4 dtr) | Albirex Niigata                        |
| Kawasoe Club                   | 2 - 5           | Ventforet Kofu                         |
| Matsue                         | 0 - 9           | Kokushikan Daigaku                     |
| Matsuyama University           | 0 - 11          | Brummell Sendai                        |
| Tōkai Daigaku                  | 1 - 0           | Osaka University of Commerce           |
| Wakayama University            | 0 - 3           | Consadole Sapporo                      |
| Gonohe Yakuba                  | 2 - 1           | Sanyo Electric                         |
| Fukushima FC                   | 2 - 1           | Hitachi Shimizu                        |
| Teihens                        | 0 - 4           | Tsukuba Daigaku                        |
| NTT Kanto                      | 2 - 0           | Doshisha University                    |
| YKK AP                         | 0 - 5           | Waseda Daigaku                         |
| Mind House                     | 1 - 5           | Tokyo Gas                              |
| Ueda Gentian                   | 1 - 2           | Kunimi High School                     |
| Central Kobe                   | 0 - 3           | Tosu Futures                           |
| Sony Sendai                    | 2 - 1           | Hiroshima Teachers                     |
| Tenri University               | 0 - 1           | Cosmo Oil                              |
| Prima Ham Tsuchiura            | 2 - 3           | Komazawa Daigaku                       |
| Tokushima Commerce High School | 1 - 5           | Oita Trinita                           |
| Volca Kagoshima                | 3 - 1           | TDK                                    |
| Yamagata FC                    | 1 - 7           | Otsuka Pharma                          |
| Kochi University               | 8 - 1           | Miyazaki Teachers                      |
| Aoyama Gakuin Dai.             | 0 - 4           | Honda                                  |
| University of East Asia        | 3 - 4           | Kamatamare Sanuki                      |
| Maruoka High School            | 0 - 4           | Seino                                  |
| Yonago Higashi High School     | 0 - 4           | Kansai Daigaku                         |

### Secondo turno
| Squadra 1         | Risultato | Squadra 2                   |
| ----------------- | --------- | --------------------------- |
| Nippon Denso      | 3 - 1     | Blaze Kumamoto              |
| Vissel Kōbe       | 4 - 2     | Mitsubishi Motors Mizushima |
| Montedio Yamagata | 6 - 0     | Renaiss Koga                |
| Fujitsu           | 3 - 0     | Fukuoka Daigaku             |
| Ventforet Kofu    | 1 - 2     | Kokushikan Daigaku          |
| Brummell Sendai   | 4 - 1     | Tōkai Daigaku               |
| Consadole Sapporo | 4 - 0     | Gonohe Yakuba               |
| Fukushima FC      | 3 - 0     | Tsukuba Daigaku             |
| NTT Kanto         | 1 - 0     | Waseda Daigaku              |
| Tokyo Gas         | 8 - 0     | Kunimi High School          |
| Tosu Futures      | 5 - 2     | Sony Sendai                 |
| Cosmo Oil         | 3 - 0     | Komazawa Daigaku            |
| Oita Trinita      | 6 - 1     | Volca Kagoshima             |
| Otsuka Pharma     | 2 - 1     | Kochi University            |
| Honda             | 3 - 2     | Kamatamare Sanuki           |
| Seino             | 1 - 2     | Kansai Daigaku              |

### Terzo turno
| Squadra 1           | Risultato       | Squadra 2          |
| ------------------- | --------------- | ------------------ |
| 16 novembre 1996    |                 |                    |
| Cerezo Osaka        | 3 - 1           | Tokyo Gas          |
| 17 novembre 1996    |                 |                    |
| Yokohama Flügels    | 4 - 0           | Nippon Denso       |
| Kyoto Purple Sanga  | 4 - 3           | Vissel Kōbe        |
| Gamba Osaka         | 4 - 1           | Montedio Yamagata  |
| JEF United          | 0 - 0 (4-5 dtr) | Fujitsu            |
| Kashiwa Reysol      | 1 - 0           | Kokushikan Daigaku |
| Sanfrecce Hiroshima | 2 - 0           | Brummell Sendai    |
| Shimizu S-Pulse     | 1 - 0           | Consadole Sapporo  |
| Júbilo Iwata        | 1 - 2           | Fukushima FC       |
| Urawa Reds          | 3 - 0           | NTT Kanto          |
| Bellmare Hiratsuka  | 1 - 0           | Tosu Futures       |
| Nagoya Grampus      | 0 - 1           | Cosmo Oil          |
| Verdy Kawasaki      | 4 - 0           | Oita Trinita       |
| Yokohama Marinos    | 1 - 2 (dts)     | Otsuka Pharma      |
| Avispa Fukuoka      | 3 - 1           | Honda              |
| Kashima Antlers     | 2 - 0           | Kansai Daigaku     |

### Quarto turno
| Squadra 1          | Risultato | Squadra 2           |
| ------------------ | --------- | ------------------- |
| Yokohama Flügels   | 0 - 1     | Kyoto Purple Sanga  |
| Gamba Osaka        | 3 - 1     | Fujitsu             |
| Kashiwa Reysol     | 1 - 2     | Sanfrecce Hiroshima |
| Shimizu S-Pulse    | 2 - 1     | Fukushima FC        |
| Urawa Reds         | 4 - 0     | Cerezo Osaka        |
| Bellmare Hiratsuka | 3 - 1     | Cosmo Oil           |
| Verdy Kawasaki     | 4 - 0     | Otsuka Pharma       |
| Avispa Fukuoka     | 0 - 2     | Kashima Antlers     |

### Quarti di finale
| Squadra 1           | Risultato | Squadra 2          |
| ------------------- | --------- | ------------------ |
| Kyoto Purple Sanga  | 2 - 3     | Gamba Osaka        |
| Sanfrecce Hiroshima | 3 - 0     | Shimizu S-Pulse    |
| Urawa Reds          | 3 - 0     | Bellmare Hiratsuka |
| Verdy Kawasaki      | 2 - 1     | Kashima Antlers    |

### Semifinali
| Squadra 1   | Risultato | Squadra 2           |
| ----------- | --------- | ------------------- |
| Gamba Osaka | 0 - 2     | Sanfrecce Hiroshima |
| Urawa Reds  | 0 - 3     | Verdy Kawasaki      |

### Finale
| Tokyo 1º gennaio 1997 | Sanfrecce Hiroshima | 0 – 3 | Verdy Kawasaki | National Stadium (38 737 spett.) |
| \| \| \| \| \| \| Marcatori \| Kitazawa 3’ Y. Miura 11’ Kurihara 59’ \| \| · Maekawa · Naitō 71’ · Yanagimoto · Kojima · Michiki · Moriyasu · Yoshida 78’ · Santos · Kuwabara · Noh · Takagi · A disposizione · Kubo 71’ · Abe 78’ \| Formazioni \| · S. Kikuchi · T. Kikuchi · Argel · Hayashi · Nakamura · Sugawara · Y. Miura · Bismarck · Kitazawa · Kurihara 81’ · K. Miura · A disposizione · Ishizuka 81’ \| \| Jansen \| Allenatori \| Leão \| |                     | |                |                                  |
| |                     | |                |                                  |
| | Marcatori           | Kitazawa 3’ Y. Miura 11’ Kurihara 59’ |                |                                  |
| · Maekawa · Naitō 71’ · Yanagimoto · Kojima · Michiki · Moriyasu · Yoshida 78’ · Santos · Kuwabara · Noh · Takagi · A disposizione · Kubo 71’ · Abe 78’ | Formazioni          | · S. Kikuchi · T. Kikuchi · Argel · Hayashi · Nakamura · Sugawara · Y. Miura · Bismarck · Kitazawa · Kurihara 81’ · K. Miura · A disposizione · Ishizuka 81’ |                |                                  |
| Jansen | Allenatori          | Leão |                |                                  |